# Hans Pleydenwurff

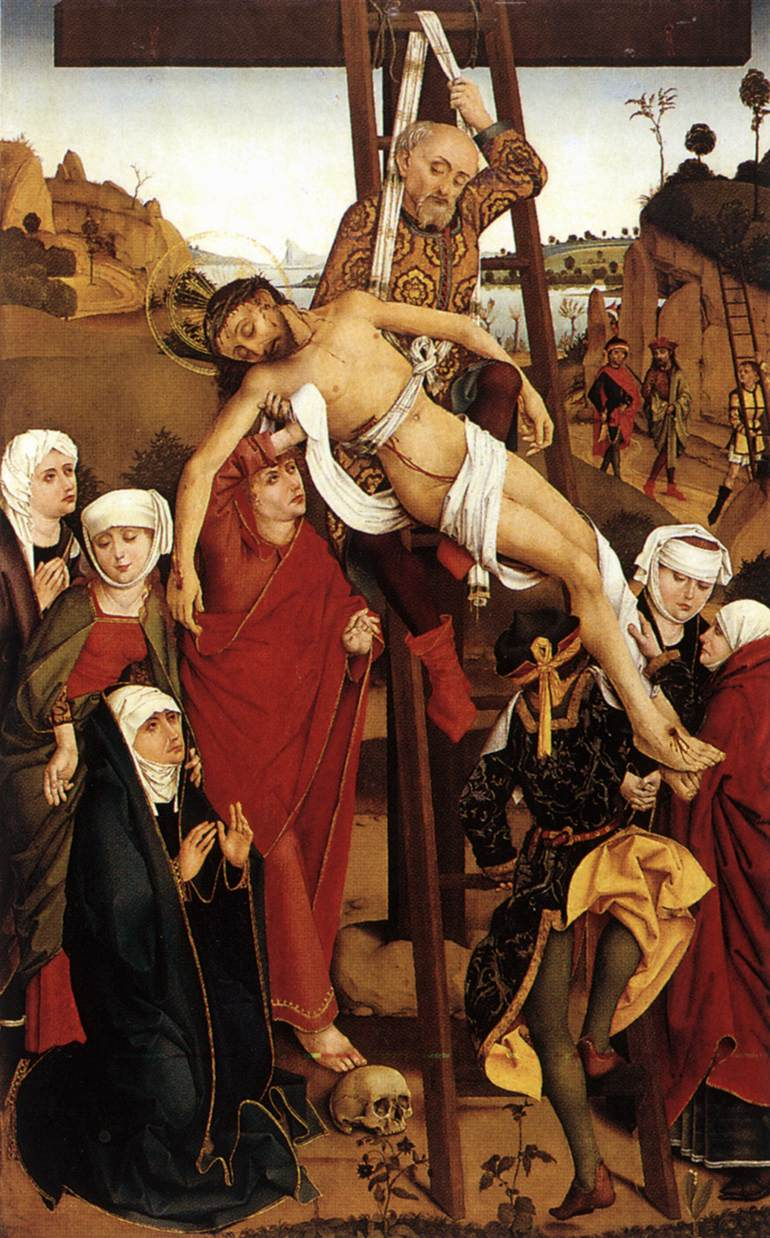
Korsnedtagandet (1465), Alte Pinakothek.

Hans Pleydenwurff, född omkring 1420 i Bamberg, död 9 januari 1472 i Nürnberg, var en tysk målare.
Pleydenwurff var huvudsakligen verksam i Nürnberg men rönte från 1460-talet stark influens från det nederländska måleriet, särskilt Rogier van der Weyden och Dirk Bouts. Korsfästelsen (1465) på Alte Pinakothek i München och Korsnedtagandet (1462) i Germanisches Nationalmuseum i Nürnberg är hans huvudarbeten. Landaueraltaret och ett annat verk med Konungarnas tillbedjan i Germanisches Nationalmuseum räknades tidigare som verk av honom men tillskrivs nu en yngre konstnär. En Korsfästelse, tillhörande ett 1462 beställt altarverk, finns i Breslaus provinsialmuseum.[källa behövs]
Hans Pleydenwurffs son Wilhelm Pleydenwurff (omkring 1462–1492) blev styvson till Michael Wolgemut och arbetade tillsammans med denne för träsnitten till Hartmann Schedels Weltchronik.